# Sociedad Económica de Amigos del País (Cuba)

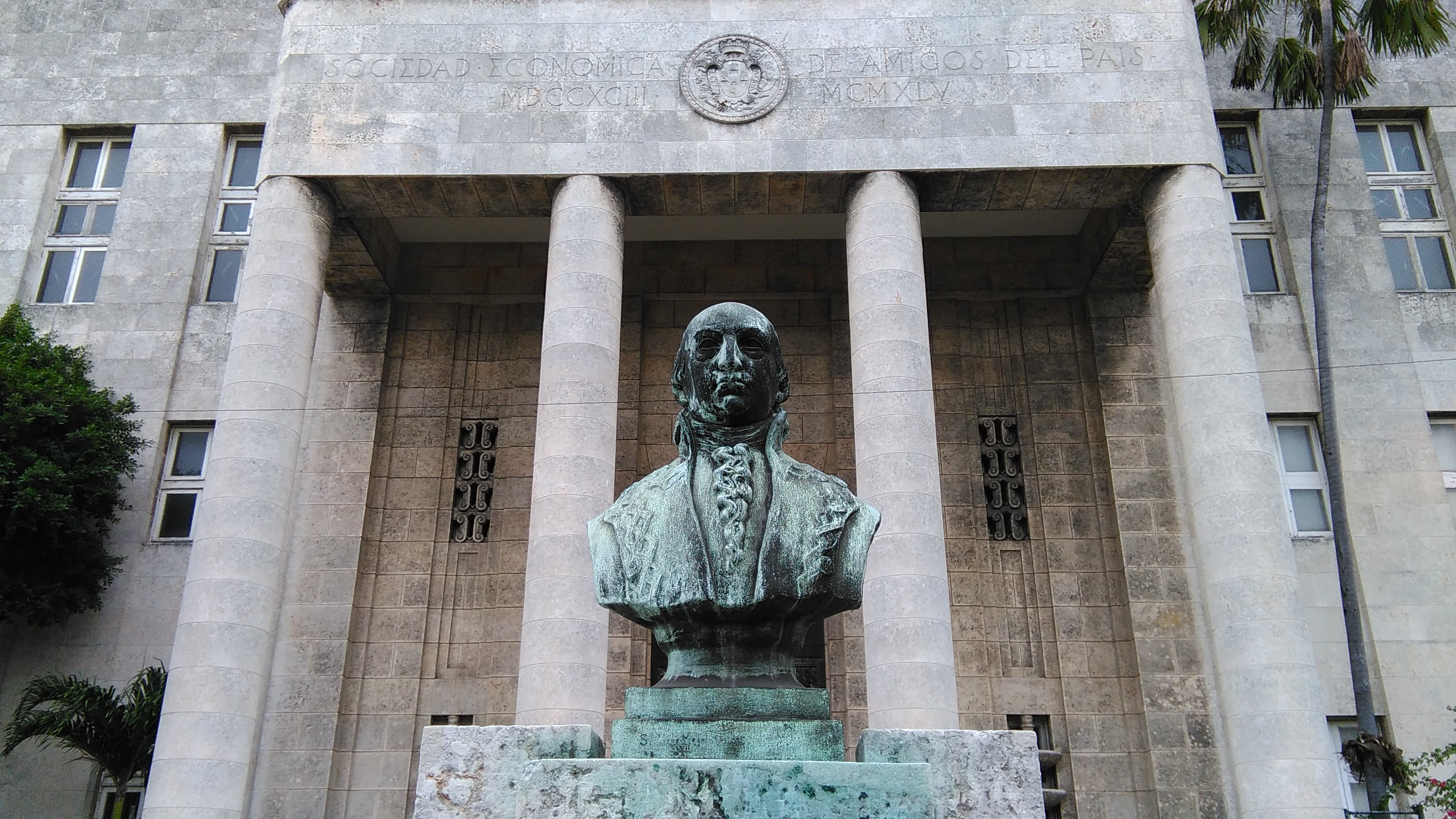
Sede de la Sociedad Económica de Amigos del País en La Habana (foto de 2016)

La Sociedad Económica de los Amigos del País de Cuba (fundada en 1792 o 1793) es una sociedad filantrópica en La Habana, Cuba. Se organizó inicialmente para promover la agricultura, el comercio, la educación y la industria, siguiendo el modelo de las sociedades económicas de amigos del país en España. Los miembros fundadores incluyeron a Diego de la Barrera, Francisco Joseph Basabe, José Agustín Caballero, Luis de Las Casas, Juan Manuel O'Farrill, Tomás Romay y Luis Peñalver, y Antonio Robledo. En sus primeras décadas, el grupo publicó escritos, mantuvo una biblioteca en el Convento de Santo Domingo (1800-1844), y organizó programas educativos. Alrededor de la década de 1790, el grupo construyó el Hospicio o Casa de Beneficencia en La Habana.

## Denominación
La sociedad ha cambiado de nombre varias veces, como sigue:[cita requerida]
- Real Junta de Fomento y Real Sociedad Económica (1858-1863)
- Real Junta de Fomento y Real Sociedad Económica de La Habana (1853-1857)
- Real Junta de Fomento y Sociedad Económica de La Habana (1851-1853)
- Real Sociedad Económica (1864-1866)
- Real Sociedad Económica de Amigos del País de La Habana (1877-1896)
- Real Sociedad Económica de La Habana (1817-1823; 1846-1849)
- Real Sociedad Patriótica de La Habana (1835-1838)
- Reales Junta de Fomento y Sociedad Económica de La Habana (1849-1850)
- Sociedad Económica de La Habana (1824-1825; 1843-1845)
- Sociedad Patriótica de La Habana (1793-1795; 1838-1843)